# Sandinisták
A Frente Sandinista de la Liberación Nacional (FSLN), (Nemzeti Felszabadítás Sandinista Frontja, Sandinista Front) gerillamozgalmat Nicaragua történetének egyik legismertebb forradalmi alakja, Carlos Fonseca Amador hozta létre 1961-ben, röviddel Fidel Castro kubai forradalma után.

## A párt megalakulása

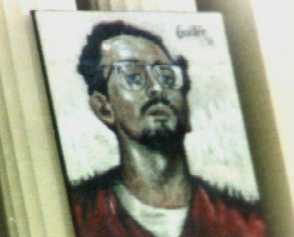
Carlos Fonseca

Amador 1936-ban született Matagalpában, majd jogi tanulmányokat folytatott a Managuai Egyetemen. 1956 és 59 között a Szocialista Párt tagja lett. Az idősebb Somoza meggyilkolása után több hónapot börtönben töltött, majd 1957-ben a forradalmi ifjúsági szervezetek küldötteként ellátogatott a Szovjetunióba, a Német Demokratikus Köztársaságba és Csehszlovákiába. 1959-ben, látva pártjának erőtlenségét, kilépett a Szocialista Pártból és csatlakozott egy gerillacsoporthoz.
A harcokban súlyosan megsebesült, majd előbb Hondurasba, azután Guatemalába utazott, ahol forradalmi tevékenysége miatt újra börtönbe került. Hazatérése után megalakította a Sandinista Frontot, amelynek névadója, Augusto César Sandino az amerikaiak elleni függetlenségi harc szimbolikus alakja lett. Amador ismét külföldre kényszerült: egy ideig Hondurasban szervezte meg a támogatást, majd visszatelepült Nicaraguába, és összefogott több kisebb mozgalmat (Hazafias Ifjúság, Ellenállás Belső Frontja, Nicaraguai Népi Védelmi Hadsereg). A következő hónapokban, elsősorban a hegyvidéki területeken megkezdték a hozzájuk csatlakozók fegyveres kiképzését, miközben Amador igyekezett összefogni a szervezetet. Embereik több bankrablást hajtottak végre, de a sandinisták 1963-as kezdeti akcióit a Nemzeti Gárda könnyedén felmorzsolta. Carlos Fonseca Amador ismét fogságba esett, ahol hat hónapon keresztül kínozták. Akkori kihallgatási jegyzőkönyvéből kiderül, hogy az FSLN a nicaraguai nép mellett jelentős adományokhoz jutott a Latin-amerikai országokban élő emigránsok által szervezett gyűjtésekből, míg a fegyvereket Hondurasból szerezte be a mozgalom. Mindez azonban nem volt elég, mert az illegalitásban működő FSLN-nek nem volt szervezett vezetése, fegyveres csoportjaik egymástól függetlenül működtek, azaz gyakorlatilag anarchia uralkodott a mozgalomban.

## A Sandinista Front kezdeti lépései

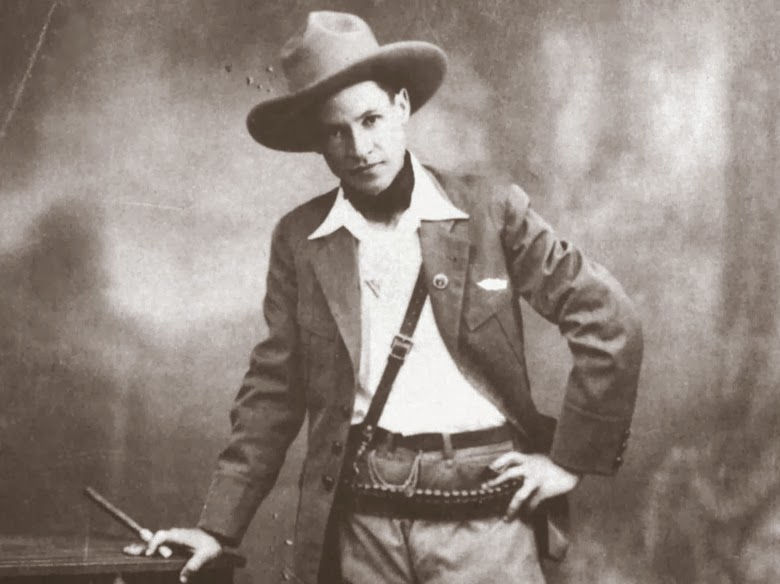
Augusto César Sandino

Az első években a sandinisták még megfelelő vezetőket sem találtak egységeik irányítására. A mozgalom legfőbb irányítói szerint ennek legfőbb oka az volt, hogy az újonnan csatlakozottaknak sem megfelelő ideológiai hátterük, sem katonai tapasztalatuk nem volt. Főként iparosokból és munkásokból verbuválódtak, baloldali értelmiségit ugyanakkor ezekben az időkben egykönnyen nem lehetett találni Nicaraguában. Az első szervezett akció 1963-as bukása megtörte a kezdeti lendületet, ráadásul az abban az évben rendezett választások látszólagos kiegyezéssel értek véget.
A következő időszak viszont a sandinistáknak kedvezett: új tagok toborzásába, illetve kiképzésébe fogtak az anyagi eszközök felhalmozása mellett, miközben egyre gyakrabban megpróbáltak kapcsolatba kerülni az általuk képviselt „tömegekkel” vidéken és a városokban egyaránt. Ez utóbbi tevékenységük azonban elmaradt a várakozásoktól, és arra a következtetésre jutottak, hogy fölösleges belefogni a lakosság ideológiai képzésébe forradalmi fegyveres erő hiánya nélkül, azaz a fegyveres harc a nicaraguai forradalom mozgató rugója. 1964-65 körül a sandinisták a parasztság felé nyitottak, különösen az északi országrészben járták a településeket, gyűléseket szerveztek, parasztmeneteket szerveztek, de mivel ezek csak néhány területre koncentrálódtak, nem volt valós eredménye. Az újabb kudarc ismét felvetette annak szükségességét, hogy egy állandó bázis nélkül nem indulhat meg komoly ideológiai képzés, ahogy harc sem.
Az igazi áttörést 1966-ban, a hegyekben fekvő Pancasánban érték el, miután létrehozták az első, országhatárokon belüli gerillatábort, és megkezdhették a fegyveresek toborzását. Csakhogy ekkor újabb problémák merültek fel. A parasztokat egyazon egységekbe toborozták a városi munkásokkal és diákokkal, akik ideológiailag sokkal képzettek voltak. Az akkori beszámolók szerint a földművesek jelentős részét el kellett bocsátani az FSLN-ből, mert elégtelen volt a harci moráljuk; az ellátás akadozása, a menetelések mindinkább hozzájárultak harci potenciáljuk csökkenéséhez. „Nem elég keresni a népet, fel is kell készíteni a forradalmi háborúra” – hangoztatta Carlos Fonseca Amador. Nem kedvezett a mozgalomnak az sem, hogy belső harcok és egyéni érdekek osztották meg a vezetőséget, akiknek jó része alkalmatlan volt feladatára. Érthető tehát, hogy 1968 környékén sorra szenvedték el a vereségeket. A Sandinista Front ekkoriban írta meg programját.

## A párt programja
A sandinisták programjának tizennégy fejezete a politikai és gazdasági kérdések mellett munkajogi, társadalombiztosítási törekvéseket tartalmazott, hatalomra jutásuk esetére pedig kulturális forradalmat, vallásszabadságot, korrupció elleni harcot, a nők emancipációját ígérték az új néphadsereg megteremtésével, az új külpolitikai irányvonallal valamint a népek közötti szolidaritás eszméjével egyaránt. A külföldi szocialista politikai elit úgy vélte: a sandinisták a diktatúra megdöntése után komoly programmal álltak elő, és semmi kétséget nem hagynak a felől, hogy a mozgalom a kizsákmányolástól mentes társadalom felépítésén fáradozik, és reális lehetőség mutatkozik egy demokratikus népi forradalom kibontakozására.
„A Sandinista Nemzeti Felszabadítási Front a nicaraguai népnek abból a szükségéből keletkezett, hogy élcsapata, olyan szervezete legyen, amely az ellenségei ellen vívott frontális harcban képes a politikai hatalom megragadására, olyan társadalmi rendszer létrehozására, amely megszünteti a kizsákmányolást, a nyomort, népünk hosszú évtizedes szenvedéseit. A Sandinista nemzeti Felszabadítási Front katonai-politikai szervezet, amelynek célja a hatalom megragadása a diktatúra katonai és bürokratikus apparátusának lerombolása után és a munkás-paraszt szövetségre, valamint az ország összes antiimperialista hazafias erőinek a közreműködésére épített forradalmi kormány létrehozása.
Nicaragua népe 1932 óta szenved a jenki imperializmus által nyakára ültetett reakciós kamarilla elnyomása alatt. Ekkor nevezték ki Anastasio Garcia Somozát az úgynevezett Nemzeti Gárda főigazgatójának. A Somoza-klikk Nicaraguát egy új típusú gyarmat szintjére süllyesztette le, amelyet a jenki monopóliumok és a hazai oligarchia csoportjai zsákmányoltak ki”.
A program három fő részben foglalja össze a feladatokat, azaz politikai, gazdasági és mezőgazdasági szektorok átalakításához szükséges intézkedések szerepelnek az 1969-es dokumentumban:

### Politikai pontok
1. fel kell számolni a "reakciós" államrendet, amely választási visszaélésekben és katonai államcsínyekben gyökerezik, és helyébe olyan rendszert kell állítani, amely az egész népnek biztosítja a teljes közreműködést, mind országos, mind helyi (tartományi, városi, területi) szinten;
2. meg kell fosztani politikai jogaiktól azokat, akik e dokumentum megjelenése után az országban katonai államcsíny vagy választási csalás révén foglalnának el magas tisztséget;
3. utat kell nyitni az emberi jogok és az összes szabadságjogok érvényesülése számára;
4. szavatolni kell a gondolat kinyilvánításának szabadságát, ami nagymértékben elő fogja mozdítani a hazafias kötelességek teljesítését és a népjogok széles körű gyakorlását;
5. szavatolni kell a szakszervezeti munkásmozgalom szervezésének szabadságát városon és falun, paraszt-, ifjúsági-, diák-, női, kulturális stb. egyesületek alakításának szabadságát;
6. szavatolni kell az emigráns és elűzött nicaraguaiak jogát az országba való visszatérésre;
7. garantálni kell a menedékjogot más országok állampolgárai számára, akiket a forradalmi harcban való részvételükért üldöznek;
8. szigorúan meg kell büntetni a népnyúzókat, akik vétkesek a nép és a forradalmárok üldözésében, feljelentgetésében, megkínzásában vagy legyilkolásában.

### Gazdasági pontok
1. nacionalizálni kell a bányászat, a fakitermelő stb. vállalatok javait, valamint a jenki monopóliumok által eddig kiszipolyozott nicaraguai természeti kincseket;
2. nacionalizálni kell azokat a latifundiumokat, üzemeket, cukorgyárakat, közlekedési eszközöket és más javakat, amelyeket a Somoza család birtokol;
3. nacionalizálni kell azokat a latifundiumokat, gyárakat, közlekedési eszközöket és egyéb anyagi javakat is, melyeket olyan katonák, politikusok és bármilyen bűntársaik birtokolnak, akik ezeket a népellenes rezsim idején, a korrupt igazgatástól kapták érdemeikért;
4. nacionalizálni kell a bankrendszert és azt kizárólag hazánk gazdasági fejlesztésének szolgálatába kell állítani;
5. állami ellenőrzést kell kialakítani a külkereskedelem felett, azzal a távlati céllal, hogy azt sokoldalúvá és önállóvá tegyük;
6. országos tervgazdálkodást kell bevezetni, hogy kiiktassuk a jelenlegi rendszer alatt a termelésben uralkodó anarchiát;
7. ellenőrizni kell a természeti erőforrások felkutatását és kihasználását és erre a célra különleges állami intézményeket kell létrehozni. A villamosításnak különleges helyet kell biztosítani az ország egységes fejlesztésében;
8. létre kell hozni a vállalatok igazgatásában és más nacionalizált munkahelyeken (latifundiumok, gyárak, bányák) a munkásellenőrzést, és a dolgozók részvételét a vezetésben;
9. védeni kell a kis- és középtulajdonosokat (termelőket, kereskedőket);
10. fejleszteni kell a közlekedési vonalakat (különös figyelmet kell fordítani a vasútvonalakra) – ezeket ugyan hosszú harc után nacionalizálták, de a hazaáruló rendszer lezüllesztette őket;
11. szavatolni kell a stabil és önálló pénzt;
12. igazságos és mindenkinek kedvező pénzügyi politikát kell követni;
13. nem fogja elismerni a jenki monopóliumok által az országra ráerőltetett uzsorakölcsönöket.

### Mezőgazdasági pontok
1. felszámolja a latifundiumok és a törpebirtokok rendszerét azáltal, hogy igazságosan kiosztja a földet a parasztságnak, amely azt műveli;
2. ki fogja sajátítani a kapitalista mezőgazdasági vállalatokat és a latifundiumokat minden megnyilvánulási formájukban, hogy megszüntesse a kizsákmányolók élősdi földbirtoklását,
3. a földet ingyenesen át fogja adni a parasztságnak azon elv alapján, hogy a föld azé legyen, aki megműveli;
4. ösztönözni és segíteni fogja falun a termelőszövetkezetek szervezését;
5. a parasztságnak nyújtható mindenféle segítség megkönnyítését rendeli el, és kölcsönöket fog biztosítani alacsony kamatra mezőgazdasági felszerelések, gépek, magvak, műtrágya vásárlásához;
6. törölni fogja azokat az adósságokat, melyeket a parasztság a földesúrnak és mindenféle uzsorásnak lenne köteles fizetni;
7. a mezőgazdaságban technikai forradalmat fog megvalósítani észszerű gépesítés és korszerűsített módszerek (légipermetezés, mesterséges megtermékenyítés, öntözés stb.) útján;
8. a növénytermelést szélesebb alapra kell helyezni, hogy véget vessenek a monokultúráknak, amely a nicaraguai mezőgazdaságban jelenleg uralkodik;
9. elő kell mozdítani, és sokoldalúvá tenni az állattenyésztést az országban, az egyes tájegységek jellegzetességeinek megfelelően;
10. védeni kell a kis- és közepes földtulajdonosokat;
11. védeni kell azokat a földtulajdonosokat, akik együttműködnek a fegyveres forradalmi harccal, és ezeknek a földtulajdonosoknak a forradalmi törvények által megszabandó nagyságot meghaladó földjét pénzért fogja megvásárolni, hogy szétossza a földre igényt tartó parasztok között;
12. fel kell számolni a kényszerű munkanélküliséget, amely az év nagy részében sújtja a parasztságot, és munkaalkalmat kell teremteni a falusi lakosság részére;
13. szavatolni kell a mezőgazdasági és állattenyésztési termékek felvásárlását.

A Sandinista Frontba lépőknek esküt kellett tenniük a mozgalomra:
„Augusto César Sandino és Ernesto Ché Guevara képe előtt; Nicaragua, Latin Amerika és az egész emberiség hősei és mártírjai, a történelem előtt kezemet a vörös-fekete lobogóra, a ’Szabad haza vagy halál’ jelképére helyezem és esküszöm, hogy fegyverrel a kézben megvédem a nemzeti méltóságot, küzdeni fogok Nicaragua és a világ elnyomottjainak, kizsákmányoltjainak felszabadításáért. Ha hű maradok eskümhöz, Nicaragua és a többi nép szabadsága lesz jutalmam, ha elárulom eskümet, szégyenletes halál és a feledés lesz büntetésem.”

## Belső feszültségek
A sandinista vezetők – néhány kivételtől eltekintve – újra a városi propagandamunkára helyezték a hangsúlyt 1970 körül, majd a következő években sikerült létrehozniuk számos akcióegységet a hegyekben és a városokban. 1971-74-ig egyre több helyen tudták megszilárdítani pozícióikat, és ezzel megkezdődött az átmeneti állapot az illegális tevékenység és a háborús helyzet között. 1974. december 27-én a Sandinista Nemzeti Felszabadítási Front látványos akciót hajtott végre. A helyi méltóságok Managua központjában tartott karácsonyi ünnepségén foglyul ejtették a Somoza-vezetés 14 magas rangú képviselőjét: a túszok között volt a nicaraguai külügyminiszter, a főváros polgármestere és több diplomata. A sandinisták a túszok életéért cserébe, 26 börtönbe vetett társuk szabadon bocsátását követelték, egymillió dollárt és egy repülőgépet, amelyen elhagyhatták az országot. Somoza engedett, majd bosszúhadjáratba kezdett, de tekintélyét alaposan megtépázta az incidens, amelynek eredményeként a Sandinista Front hirtelen a nemzetközi közvélemény figyelmének előterébe került. Ez nagy segítség volt Carlos Fonseca Amadornak, aki ezalatt külföldi, főleg latin-amerikai egyetemeken tartott előadásokat, és szervezett támogatókat a Sandinista Frontnak.
Amador legközelebb 1976 elején tért vissza hazájába illegálisan, hogy újra bekapcsolódjon a fegyveres harcba, november 8-án azonban a Nemzeti Gárda egyik egységével vívott tűzharcban elesett. Halála érzékenyen érintette a Sandinista Frontot, amelyet frakcióharcok kezdtek ki, veszélyeztetve a Somoza-diktatúra elleni hatékony fellépést.
A vita három csoport között zajlott arról, hogy milyen formában és módszerekkel, kikkel szövetkezve vívja a felszabadító harcot a mozgalom. A Hosszú Népi Háború (Guerra Popular Prolongada, GPP) elnevezésű frakció az elszigetelt gerillaakciókat szorgalmazta Fidel Castro kubai mintájára. Úgy gondolták, hogy a hegyvidékekről kiindulva fokozatosan kell kiterjeszteni működési területét, bekapcsolva a nincstelen parasztok tömegeit és a Nemzeti Gárda átállt tagjait, majd nagy felszabadító hadműveleteket indítanának.
A második, önmagát a Sandinista Front marxista–leninista szárnyának tartó csoport a Proletár Hadsereg (Ejército Proletario, EP) nevet vette fel. Tagjaik Trockij hívei voltak, és szoros kapcsolatot igyekeztek kialakítani a kínai kommunistákkal. A frakció a proletariátusra kívánta helyezni a hangsúlyt, és úgy vélték: előbbre való a munkások városi harca, valamint az üzemekben zajló szervező és propagandamunka.
A „Harmadikak”, azaz a terceristák amiatt bírálták a másik két csoportosulást, hogy csupán a fegyveres harcot tekintik elsődlegesnek, lebecsülik a legális szervezetekben végzett munkát, és elutasítják az összefogás gondolatát Somoza ellenzékével. Azt hirdették, hogy nem szabad eltaszítani az ellenzéket azzal a felkiáltással, hogy ők csupán a burzsoázia és Somoza segédcsapatai, akik hajlanak az árulásra, valamint az elvtelen kompromisszumokra. Abban még ők maguk is megosztottak voltak, hogy szükség van-e proletárdiktatúrára, és nem kellene előbb inkább a demokráciát kiépíteni Nicaraguában. A terceristák között voltak olyanok is, akik a felszabadító mozgalomhoz szükséges „műveltségi szint” elsődlegességét hangoztatták, azaz véleményük szerint a munkások és a parasztok még nem érték el azt a „tudati szintet”, amellyel egy hatékony, sikeres akciósorozat élére állhatnának.
1974-75-re annyira kiéleződtek a frakcióharcok, hogy a GPP és az EP kizárta soraiból a terceristákat – akik később elsősorban muníció és fegyverszerzési céllal továbbra is rajtaütöttek a Nemzeti Gárda kisebb helyőrségein, és később is sikerrel toboroztak gerillákat a Somoza elleni harcra. Ezzel párhuzamosan a Sandinista Front „marxista–leninista” csoportja fokozatosan lemorzsolódott, úgyhogy egy darabig nem volt ellenlábasa a Hosszú Népi Háború frakciónak, amely stratégiaváltásra készült. Egyre nagyobb volt ugyanis a sandinisták népszerűsége; köszönhetően éppen Somozának, aki Nicaragua történetének legnagyobb tragédiáját hatalmának konzerválására és bankszámlájának növelésére használta fel.